# Àcid sulfàmic

Estructura

L'àcid sulfàmic, també conegut com a àcid amidosulfònic, àcid amidosulfúric, aminosulfonic acid i àcid sulfamídic, és un compost molecular amb la fórmula H₃NSO₃. És un compost incolor i soluble en l'aigua que té moltes aplicacions. L'àcid sulfàmic es fon a 205 °C abans de descompondre's, a temperatures més altes, cap a H₂O, SO₃, SO₂, i N₂.
L'àcid sulfàmic (H₃NSO₃) es pot considerar un compost intermedi entre l'àcid sulfúric (H₂SO₄), i la sulfamida (H₄N₂SO₂), per la substitució d'un grup funcional -OH per un grup -NH₂ a cada pas. Els sulfamats són derivats de l'àcid sulfàmic.

## Producció
Industrialment es produeix àcid sulfàmic tractant urea amb una mescla de trioxid de sofre i àcid sulfúric (o òleum). La conversió es fa en dos estadis:
OC(NH₂)₂ + SO₃ → OC(NH₂)(NHSO₃H)
OC(NH₂)(NHSO₃H) + H₂SO₄ → CO₂ + 2 H₃NSO₃
Aproximadament amb aquest mètode es van produir 96.000 tones l'any 1995.

### Reaccions àcid-base
L'àcid sulfàmic és moderadament un àcid fort, Ka = 1.01 x 10−1. Com que el sòlid no és higroscòpic, es fa servir com a estàndard en acidimetria.
H₃NSO₃ + NaOH → NaH₂NSO₃ + H₂O

## Aplicacions
L'àcid sulfàmic és el principal precursor de compostos de gust dolç. la reacció amb ciclohexilamina seguida de l'addició de l'NaOH dona C₆H11NHSO₃Na, ciclamat de sodi. Altres compostos relacionats són també edulcorants, com el potassi acesulfam.
Els sulfamats tenen ús en molts tipus d'agents terapèutics com antibiòtics, nucleòsid/nucleòtid, etc.

### Agent de neteja
És usat com a agent àcid de neteja típicament per a metalls i ceràmica, o detergents per treure la capa de calç. Comparat amb altres agents de neteja és poc volàtil i poc tòxic. Forma sals solubles en aigua de calci i de ferro fèrric.

### Altres usos
- catalitzador per al procés d'esterificació
- En la fabricació de tints i pigments
- Herbicida
- Coagulant per a resines d'urea-formaldehid
- Ingredient en retardants del foc..
- Estabilitzador del clorur en la indústria del paper
- Síntesi d'òxid nitrós per reacció amb àcid nítric